# Soof 3
Soof 3 is een Nederlandse romantische komedie uit 2022 onder regie van Anne de Clercq. De film is het vervolg op Soof: een nieuw begin en werd geschreven door De Clercq, Eddy Terstall en Luuk van Bemmelen. De hoofdrollen worden wederom vertolkt door Lies Visschedijk en Fedja van Huêt.

## Verhaal
Gelukkig gescheiden en succesvol co-ouder met haar nu ex-man Kasper, gaat het bijzonder goed met Soof, haar restaurant loopt goed, haar dochter is aan het backpacken door India, en haar tweelingzoons doen het goed op school. Het gaat eigenlijk allemaal een beetje té goed, tot haar dochter belt en zegt dat ze eerder terugkomt uit India met een verrassing, en Soof door haar huisarts wordt geadviseerd om direct door te gaan naar de oncoloog in het ziekenhuis nadat ze iets voelde zitten in haar borst, onder haar oksel.

## Rolverdeling
- Lies Visschedijk als Soof
- Fedja van Huêt als Kasper
- Anneke Blok als Hansje
- Roos Dickmann als Sacha
- Elise Schaap als Josine
- Dan Karaty als Jim
- Dick van den Toorn als Gerrit
- Brent Schoemaker als Bing
- Niek Schoemaker als Dies
- Manpreet Bachu als Sundeep
- Noortje Herlaar als Dokter Dickhoff
- Emilio Doorgasingh als Subash
- Buckso Dhillon-Woolley als Sushma
- Teun Stokkel als Hugo
- Eva Laurenssen als Gaby

## Ontvangst
De film ontving van de Nederlandse dagbladen vier sterren van het Algemeen Dagblad en de Volkskrant en drie sterren van De Telegraaf en Trouw. Op de dag dat de film werd uitgebracht werd het al bekroond met de Gouden Film voor het behalen van de 100.000 bezoekers tijdens de voorpremières.